# Clémentine Ananga Messina
Clémentine Antoinette Ananga Messina, née Beyene (1959-2022), est une femme politique camerounaise. Elle occupe la fonction de ministre déléguée auprès du ministre de l’Agriculture et du Développement Rural, du 30 Juin 2009 au 5 août 2022.

## Biographie
Ananga Messina née Beyene Clémentine Antoinette est née le 15 mars 1959. Elle est originaire du village  Evondo de Ngang dans le département de la  Mefou et Afamba, arrondissement de Nkolafamba. Elle est ingénieure agronome de conception et est également titulaire d’un diplôme de 3e cycle en gestion de politique économique.

## Carrière
L’essentiel de sa carrière se fait au ministère de l’Agriculture, où elle  passe de simple cadre à Ministre Déléguée auprès du Ministre de l’Agriculture et du Développement Rural, nommée par le président de la république, Paul Biya, le 30 Juin 2009. Avant ce poste de ministre, elle occupe les fonctions de chef de service, conseiller technique et de directeur des Enquêtes et des Statistiques agricoles dans le même ministère. Pendant 13 années, elle  contribue à son niveau au développement du secteur agricole au Cameroun.
Le 03 décembre 2015, Clémentine Ananga Messina s'entretient avec le  Directeur général de la, FAO, Food and Agriculture Organization of the United Nations, José Graziano da Silva, en marge de la 153ème session du Conseil de l’Organisation. Ceci après la signature d'un Accord de partenariat de 20 millions de dollars en appui au développement du secteur agricole national et un Accord relatif à l'établissement d'un Bureau de partenariat et de liaison de la FAO au Cameroun.

## Vie Politique
Militante active du Rdpc, Rassemblement Démocratique du Peuple Camerounais et présidente de la commission communale de campagne dudit parti politique à Nkolafamba, Ananga Messina y mène régulièrement des campagnes de proximité.
Elle meurt le 5 août  2022 à l’hôpital d'Anadolu, à Istanbul en Turquie, laissant derrière elle, son époux, Pierre Ananga Messina, ressortissant du département de la Lekié, région du Centre.

## Voir Aussi